# Celia von Bismarck

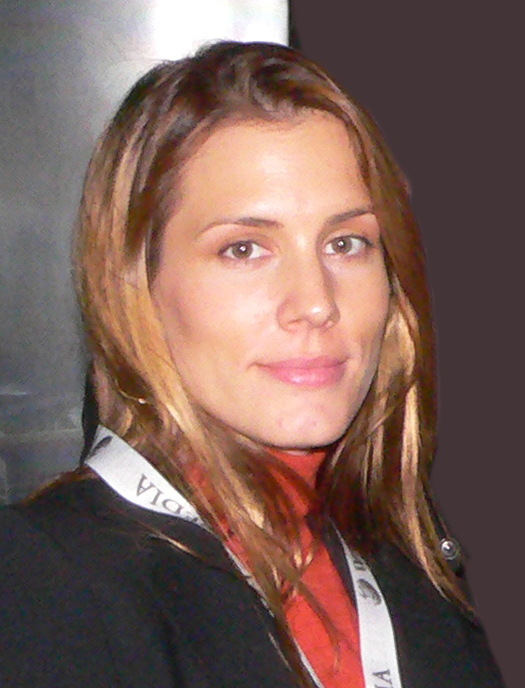
Celia von Bismarck bei der Verleihung der Quadriga 2008

Celia Gräfin von Bismarck (geborene Celia Anouk Demaurex, * 19. Oktober 1971 in Genf; † 17. Dezember 2010 in Chêne-Bougeries) war eine Schweizer Beraterin, hauptsächlich für kulturelle und sozialpolitische Stiftungen. Von 2006 bis zu ihrem Tod war sie Botschafterin des Schweizerischen Roten Kreuzes.

## Leben
Celia Demaurex – Tochter des Immobilieninvestors Michel Demaurex (1926–2014) und der Schmuckdesignerin Rosemarie Grethe – wuchs in Genf auf. Sie studierte in Boston, Paris und Berlin, unter anderem Internationale Beziehungen. 1990 lernte Celia Demaurex beim Großen Preis von Monaco den späteren Manager und Politiker Carl-Eduard Graf von Bismarck kennen, den sie im Juni 1997 in Genf heiratete und auf dessen Familienschloss in Friedrichsruh sie zog. Die Ehe wurde im September 2004 geschieden, sie behielt aber den Namen Celia Gräfin von Bismarck bei, unter dem sie inzwischen in der Öffentlichkeit bekannt geworden war.

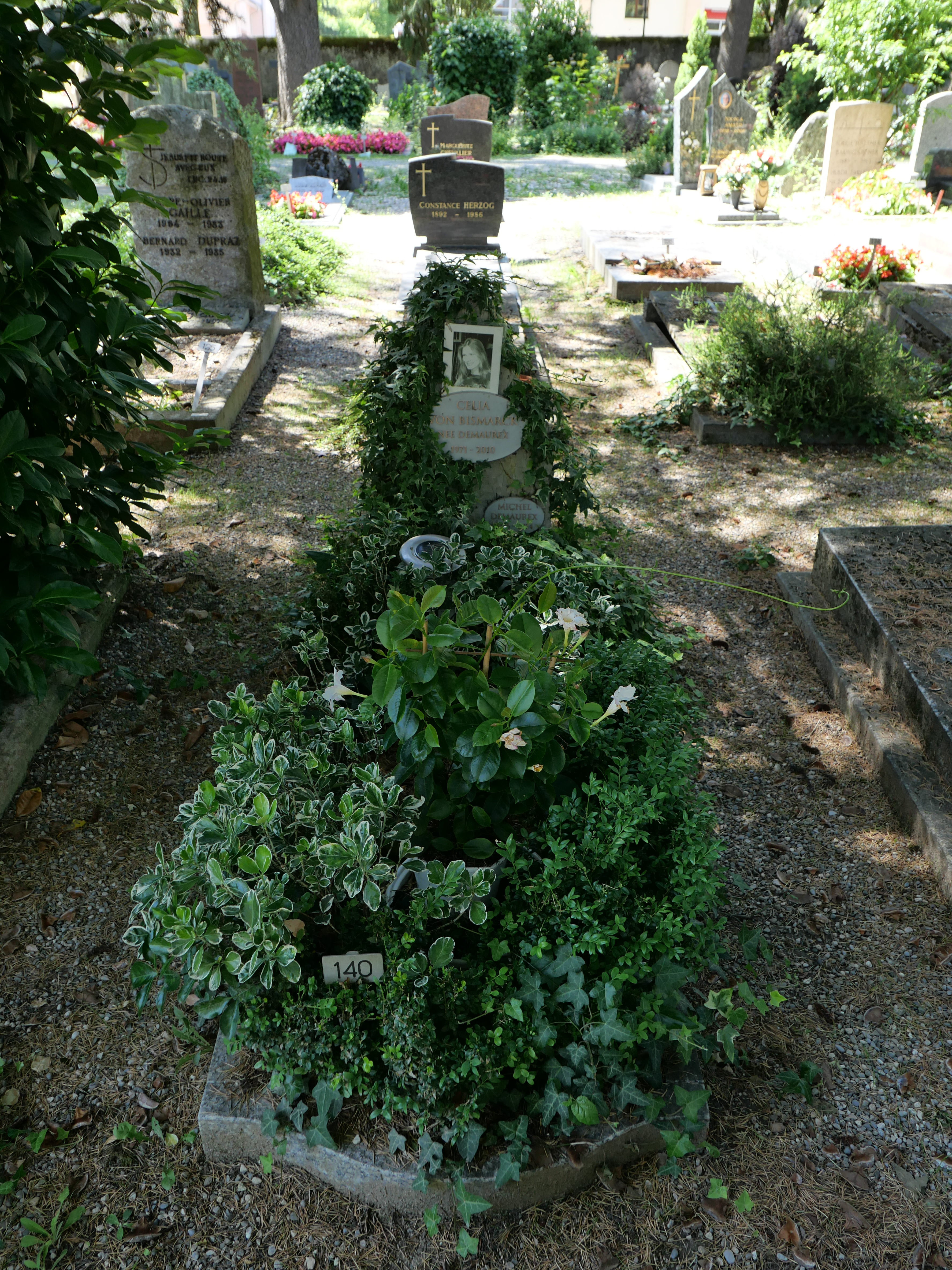
Das Grab im Jahr 2024

Von 2003 bis 2005 war Celia von Bismarck am Genfer Zentrum für Sicherheitspolitik beschäftigt und nahm unter anderem an Konferenzen im Kosovo und in Serbien teil. Im August 2005 trat sie die Stelle als Protokollchefin des Hamburger Filmfestes an. In Berlin arbeitete sie als Beraterin und war für die gemeinnützige Organisation Dropping Knowledge tätig. Von Januar 2007 bis Januar 2008 war sie als Editor at large (freie Redakteurin) beim Magazin Park Avenue beschäftigt. In den Jahren 2009 und 2010 war sie für das Aga Khan Development Network tätig.
Daneben engagierte sich Bismarck ehrenamtlich. Ab 1998 gehörte sie zum Kuratorium der Mentor-Stiftung Deutschland, einer internationalen Einrichtung für jugendliche Suchtgefährdete, die mit der UNO zusammenarbeitet. Seit 2004 engagierte sie sich zudem für die Stiftung Cinema for Peace, eine weltweite Plattform für als friedensfördernd angesehene Filme, kritische Künstler und die Förderung von Hilfsprojekten. Ab 2005 war sie Kuratoriumsmitglied der Berliner Werkstatt Deutschland und Jurymitglied des Medienpreises Quadriga.  Seit 2006 war sie Botschafterin des Schweizerischen Roten Kreuzes und setzte sich für Bildung und Gesundheit in Entwicklungsländern ein. Sie begleitete Projekte in Rumänien, Swasiland, Honduras und Kambodscha.
Bismarck war regelmäßig Mitglied in Modejurys und im April 2008 Patin für das Modeprojekt Visa Swap Shop in Kooperation mit Oxfam. Das Konzept des ersten deutschen Kleidertauschladens für Designerkleidung in Berlin wurde bereits ein Jahr zuvor in London erfolgreich umgesetzt.
Im Herbst 2010 wurde bei Celia von Bismarck ein malignes Melanom mit Metastasierung diagnostiziert, an dessen Folgen sie acht Wochen später starb. Sie fand ihre letzte Ruhestätte auf dem Friedhof von Chêne-Bougeries. Ihr Vater wurde an ihrer Seite bestattet.